# 1451
- Wikisource

| Calendário gregoriano                                                        | 1451 MCDLI                                            |
| Ab urbe condita                                                              | 2204                                                  |
| Calendário arménio                                                           | 900 – 901                                             |
| Calendário bahá'í                                                            | -393 – -392                                           |
| Calendário budista                                                           | 1995                                                  |
| Calendário chinês                                                            | 4147 – 4148 Início a 1 de fevereiro (aproximadamente) |
| Calendário copta                                                             | 1167 – 1168                                           |
| Calendário etíope                                                            | 1443 – 1444                                           |
| Calendários hindus - Vikram Samvat - Calendário nacional indiano - Cáli Iuga | 1506 – 1507 1372 – 1373 4551 – 4552                   |
| Calendário Holoceno                                                          | 11451                                                 |
| Calendário islâmico                                                          | 855 – 856                                             |
| Calendário judaico                                                           | 5211 – 5212                                           |
| Calendário persa                                                             | 829 – 830                                             |
| Calendário rúnico                                                            | 1701                                                  |
| Calendário solar tailandês                                                   | 1994                                                  |

1451 (MCDLI, na numeração romana) foi um ano comum do século XV do Calendário Juliano, da Era de Cristo, a sua letra dominical foi C (52 semanas), teve início a uma sexta-feira e terminou também a uma sexta-feira.
| Ano completo                       |
| ---------------------------------- |
| Ano comum com início à sexta-feira |

## Eventos
- 10 de setembro — Tratado entre a República de Veneza e o Império Otomano[1].
- Doação da capitania do Funchal a João Gonçalves Zarco.
- Elevação do Funchal a vila.
- Leonor de Portugal celebra esponsais com Frederico III da Germânia, imperador do Sacro Império Romano-Germânico.
- Início da Guerra Civil de Navarra, que duraria até 1507.
- Maomé XI, El Chiquito começa a partilhar o trono do Reino Nacérida de Granada com o seu sogro Maomé IX. Após a morte deste em 1453 ou 1454 reinará sozinho até ser executado em 1455.

## Nascimentos
- 22 de abril — Isabel I de Castela, a Católica, rainha de Reino de Castela e rainha consorte de Fernando II de Aragão  (m. 1504).
- 2 de maio — Renato II de Lorena, duque de Lorena, duque de Bar e conde de Vaudémont  (m. 1508).
- 10 de julho — Jaime III, rei da Escócia entre 1460 até à sua morte  (m. 1488).
- Cristóvão Colombo, navegador e explorador europeu  (m. 1506).[2]
- Abraham Ben Farissol, escritor judeu nascido em Avinhão, França  (m. 1525).
- Quemal Reis, almirante e corsário otomano também conhecido como Camal Ali, Camali e Camalicchio  (m. 1511).

## Mortes
- 11 de julho — Bárbara de Celje, imperatriz consorte de Sigismundo, Sacro Imperador Romano-Germânico.  (n. 1390).
- 7 de novembro — Amadeu VIII de Saboia,  último conde de Saboia de 1391 a 1416 e o primeiro duque de Saboia de 1415 até 1440.  (n. 1383).
- Al-Mustakfi II, 12º califa abássida do Cairo, sob os sultões mamelucos entre 1441 e a sua morte.